# Vitorlázás a 2008. évi nyári olimpiai játékokon
A 2008. évi nyári olimpiai játékokon a vitorlázásban tizenegy versenyszámban hirdettek bajnokot. A Qingdao-i tengeren lebonyolított versenyeket augusztus 9. és 21. között rendezték. A laser és a csillag hajóosztály átkerült a férfi számokhoz, a nőknél a Europe helyére a laser radial került, a nyílt számok közé pedig a finn dingi jutott.

## Éremtáblázat
(A rendező ország csapata eltérő háttérszínnel, az egyes számoszlopok legmagasabb értéke, vagy értékei vastagítással kiemelve.)
| A 2008. évi nyári olimpiai játékok éremtáblázata vitorlázásban | A 2008. évi nyári olimpiai játékok éremtáblázata vitorlázásban | A 2008. évi nyári olimpiai játékok éremtáblázata vitorlázásban | A 2008. évi nyári olimpiai játékok éremtáblázata vitorlázásban | A 2008. évi nyári olimpiai játékok éremtáblázata vitorlázásban | Olimpia  |
| -------------------------------------------------------------- | -------------------------------------------------------------- | -------------------------------------------------------------- | -------------------------------------------------------------- | -------------------------------------------------------------- | -------- |
|                                                                | Ország                                                         | Arany                                                          | Ezüst                                                          | Bronz                                                          | Összesen |
| 1.                                                             | Nagy-Britannia (GBR)                                           | 4                                                              | 1                                                              | 1                                                              | 6        |
| 2.                                                             | Ausztrália (AUS)                                               | 2                                                              | 1                                                              | 0                                                              | 3        |
| 3.                                                             | Egyesült Államok (USA)                                         | 1                                                              | 1                                                              | 0                                                              | 2        |
| 3.                                                             | Spanyolország (ESP)                                            | 1                                                              | 1                                                              | 0                                                              | 2        |
| 5.                                                             | Kína (CHN)                                                     | 1                                                              | 0                                                              | 1                                                              | 2        |
| 6.                                                             | Dánia (DEN)                                                    | 1                                                              | 0                                                              | 0                                                              | 1        |
| 6.                                                             | Új-Zéland (NZL)                                                | 1                                                              | 0                                                              | 0                                                              | 1        |
|                                                                |                                                                |                                                                |                                                                |                                                                |          |
| 8.                                                             | Hollandia (NED)                                                | 0                                                              | 2                                                              | 0                                                              | 2        |
| 9.                                                             | Franciaország (FRA)                                            | 0                                                              | 1                                                              | 2                                                              | 3        |
| 10.                                                            | Brazília (BRA)                                                 | 0                                                              | 1                                                              | 1                                                              | 2        |
| 10.                                                            | Olaszország (ITA)                                              | 0                                                              | 1                                                              | 1                                                              | 2        |
| 12.                                                            | Litvánia (LTU)                                                 | 0                                                              | 1                                                              | 0                                                              | 1        |
| 12.                                                            | Szlovénia (SLO)                                                | 0                                                              | 1                                                              | 0                                                              | 1        |
|                                                                |                                                                |                                                                |                                                                |                                                                |          |
| 14.                                                            | Argentína (ARG)                                                | 0                                                              | 0                                                              | 1                                                              | 1        |
| 14.                                                            | Görögország (GRE)                                              | 0                                                              | 0                                                              | 1                                                              | 1        |
| 14.                                                            | Izrael (ISR)                                                   | 0                                                              | 0                                                              | 1                                                              | 1        |
| 14.                                                            | Németország (GER)                                              | 0                                                              | 0                                                              | 1                                                              | 1        |
| 14.                                                            | Svédország (SWE)                                               | 0                                                              | 0                                                              | 1                                                              | 1        |
|                                                                |                                                                |                                                                |                                                                |                                                                |          |
| Összesen                                                       | Összesen                                                       | 11                                                             | 11                                                             | 11                                                             | 33       |

## Érmesek

### Férfi
| A 2008. évi nyári olimpiai játékok férfi érmesei vitorlázásban |                                                    |                                                    |                                                             |
| Versenyszám                                                    | Arany                                              | Ezüst                                              | Bronz                                                       |
| Szörfvitorlázás                                                | Tom Ashley · Új-Zéland (NZL)                       | Julien Bontemps · Franciaország (FRA)              | Sahar Zubari · Izrael (ISR)                                 |
| Laser                                                          | Paul Goodison · Nagy-Britannia (GBR)               | Vasilij Žbogar · Szlovénia (SLO)                   | Diego Romero · Olaszország (ITA)                            |
| 470-es osztály                                                 | Ausztrália (AUS) · Nathan Wilmot · Malcolm Page    | Nagy-Britannia (GBR) · Nick Rogers · Joe Glanfield | Franciaország (FRA) · Nicolas Charbonnier · Olivier Bausset |
| Csillaghajó                                                    | Nagy-Britannia (GBR) · Iain Percy · Andrew Simpson | Brazília (BRA) · Robert Scheidt · Bruno Prada      | Svédország (SWE) · Fredrik Lööf · Anders Ekström            |

### Női
| A 2008. évi nyári olimpiai játékok női érmesei vitorlázásban |                                                                |                                                                  |                                                                               |
| Versenyszám                                                  | Arany                                                          | Ezüst                                                            | Bronz                                                                         |
| Szörfvitorlázás                                              | Jin Csien (Yin Jian) · Kína (CHN)                              | Alessandra Sensini · Olaszország (ITA)                           | Bryony Shaw · Nagy-Britannia (GBR)                                            |
| Laser radial                                                 | Anna Tunnicliffe · Egyesült Államok (USA)                      | Gintarė Volungevičiūtė · Litvánia (LTU)                          | Hszü Li-csia (Xu Lijia) · Kína (CHN)                                          |
| 470-es osztály                                               | Ausztrália (AUS) · Elise Rechichi · Tessa Parkinson            | Hollandia (NED) · Marcelien de Koning · Lobke Berkhout           | Brazília (BRA) · Fernanda Oliveira · Isabel Swan                              |
| Yngling                                                      | Nagy-Britannia (GBR) · Sarah Ayton · Sarah Webb · Pippa Wilson | Hollandia (NED) · Mandy Mulder · Annemieke Bes · Merel Witteveen | Görögország (GRE) · Szofía Bekatóru · Virginía Kravarióti · Szofía Papadopúlu |

### Nyílt számok
| A 2008. évi nyári olimpiai játékok érmesei vitorlázásban |                                                      |                                                        |                                                        |
| Versenyszám                                              | Arany                                                | Ezüst                                                  | Bronz                                                  |
| Finn dingi                                               | Ben Ainslie · Nagy-Britannia (GBR)                   | Zach Railey · Egyesült Államok (USA)                   | Guillaume Florent · Franciaország (FRA)                |
| Könnyű 49-es dingi                                       | Dánia (DEN) · Jonas Warrer · Martin Kirketerp        | Spanyolország (ESP) · Iker Martínez · Xabier Fernández | Németország (GER) · Jan-Peter Peckolt · Hannes Peckolt |
| Tornádó                                                  | Spanyolország (ESP) · Antón Paz · Fernando Echavarri | Ausztrália (AUS) · Darren Bundock · Glenn Ashby        | Argentína (ARG) · Santiago Lange · Carlos Espínola     |